# Šimpanz bonobo
Šimpanz bonobo (Pan paniscus) nebo často jen bonobo, případně šimpanz trpasličí je jeden ze dvou druhů rodu šimpanz; druhým je známější šimpanz učenlivý (Pan troglodytes). Vyskytuje se ve střední Africe. Živí se převážně rostlinnou stravou doplňovanou drobnými bezobratlými a občas i obratlovci. Žije ve skupinách se silnými sociálními vazbami, velkou roli ve vztazích uvnitř komunity hraje pohlavní styk. IUCN ho vede jako ohrožený druh.

## Historie
Bonobové byli objeveni v roce 1928 americkým anatomem Haroldem Coolidgem v belgickém muzeu v Tervuren, kde se nacházela lebka považovaná za lebku mladého šimpanze učenlivého. Objev je přičítán Ernstu Schwarzovi, který nález v roce 1929 publikoval.
Protože žádný jiný druh lidí mimo Homo sapiens již dnes nežije, šimpanz bonobo je nejbližší žijící příbuzný lidí, s nimiž sdílí 98,7 % DNA .

## Charakteristika druhu
Od šimpanze učenlivého se liší vzpřímenou chůzí, matriarchátem, rovnostářskou kulturou a významnou rolí pohlavního styku v jejich společnosti. Bonobové dosahují hmotnosti asi 50 kg a výšky asi 95 cm (samice 75 cm). Mají delší nohy s užšími chodidly, ale kratší ruce a menší hlavu než šimpanzi učenliví. Jejich trup je delší a užší v lopatkách. Odlišují je také od narození černá tvář s narůžovělými bílými pysky a dlouhé chlupy po stranách obličeje. Nadočnicové oblouky nejsou tak mohutné. Podobně jako ostatní lidoopi se dožívají 35 až 40 let. Většinu času včetně noci tráví na stromech v korunách, kde si každou noc zhotovují z větví a listí hnízdo.

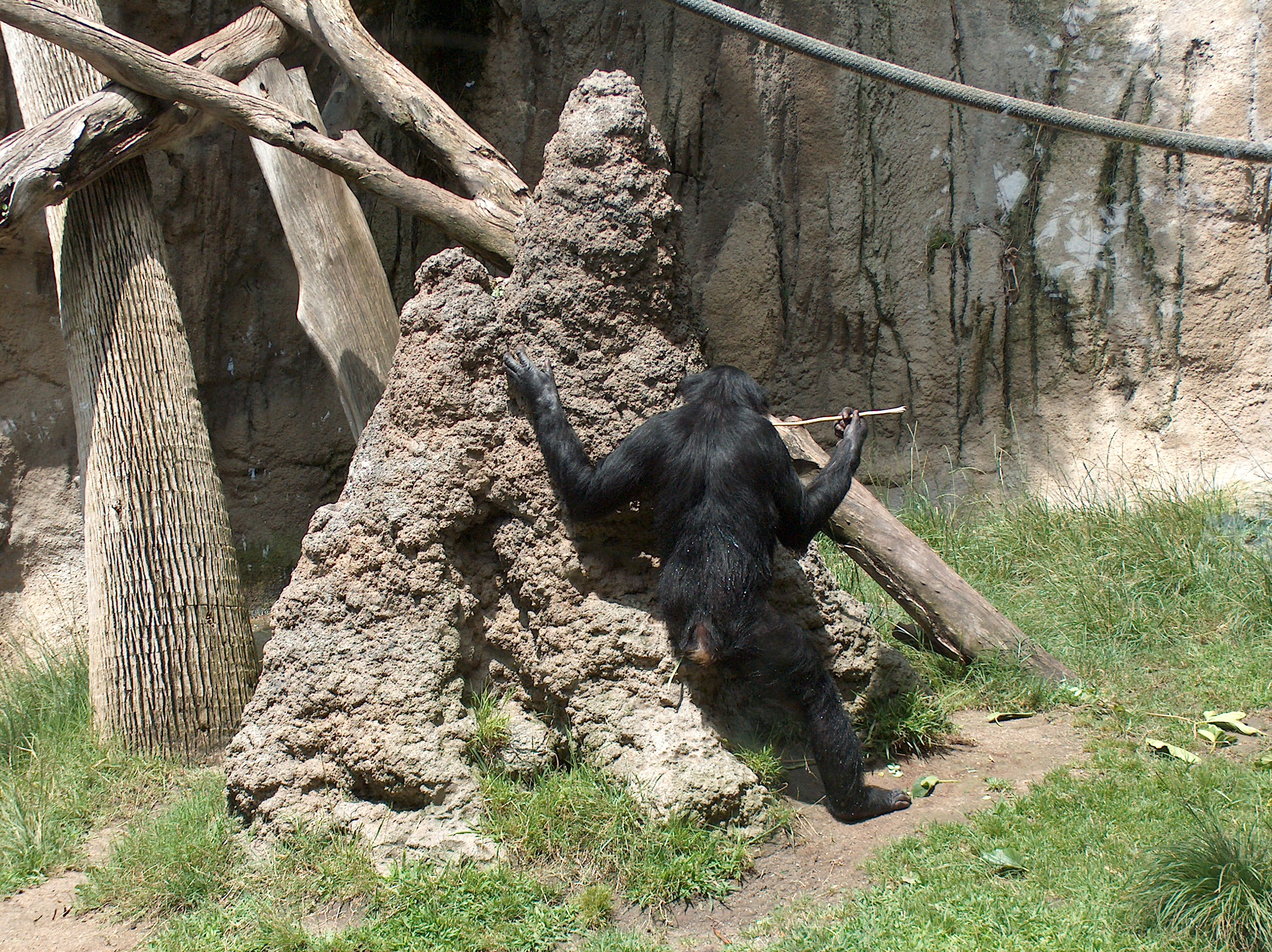
Šimpanz bonobo chytá v ZOO mravence.

Šimpanzi bonobo používají nástroje, např. větvičky, ze kterých po vytažení z mravenišť olizují ulovené mravence. Bonobové prošli v roce 1994 zrcadlovým testem sebeuvědomění. Komunikují hlavně hlasovými projevy. Významu jejich zvuků nerozumíme, ale významu některých jejich přirozených gest rukou, jako je vyzvání ke hře, ano. Dva bonobové, Kanzi a Panbanisha se naučili asi 400 slovům, která umějí napsat pomocí speciální klávesnice s geometrickými symboly, a dokážou odpovídat na mluvené věty. Někteří lidé, např. bioetik Peter Singer, to považují za dostatečné, aby jim mohla být přiznána práva, jaká mají lidé. Jsou ale agresivnější než jiné druhy šimpanzů.
Pohlavní styk hraje ve společnosti bonobů hlavní roli. Užívají ho jako pozdrav, při řešení sporů, k usmiřování a jako výměnné zboží za potravu. Vedle lidí jsou jedinými primáty, kteří praktikují všechny z následujících sexuálních aktivit: genitální sex (nejčastěji ve vztahu samice–samice, dále samec–samice a samec–samec), francouzský polibek, vzájemnou masturbaci a orální sex. Páří se hlavně vleže v poloze břichem k sobě. K této poloze je svou polohou přizpůsobena i samičí vulva s klitorisem. Veškeré sexuální aktivity provádějí jak uvnitř nejbližší rodiny, tak mimo ni. Pohlavní styk mají až 40krát denně, ale většinou trvá jen asi čtvrt minuty. Má se za to, že samice prožívají orgasmus. Bonobové nevytvářejí stálé vztahy s jednotlivými partnery.

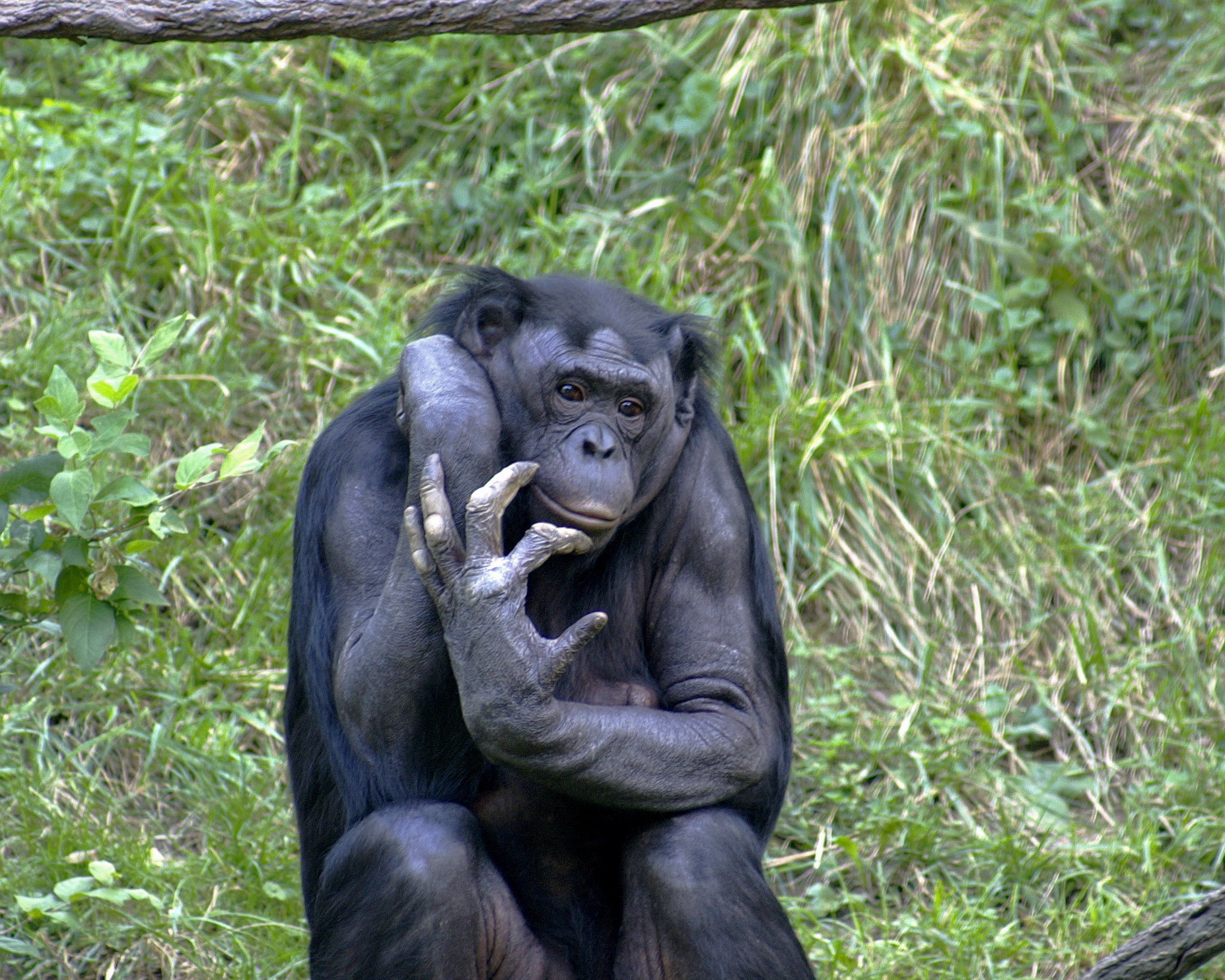
Šimpanz bonobo v ZOO

Bonobové se nemnoží rychleji než šimpanzi učenliví. Samice nosí a vychovávají mláďata asi pět let a mohou rodit každých pět až šest let. Ačkoli jsou mnohem menší než samci, mají vyšší postavení ve společnosti. Udržují si sociální postavení vzájemnou spoluprací. Žádný samec nemůže dominovat skupině, protože samice se semknou, aby sociální pořádek ubránily. Postavení samce závisí na postavení jeho matky. Vazba mezi synem a matkou během života zůstává silná. Březost samice trvá v rozmezí 220 až 230 dní. Fyzicky a pohlavně dospívají okolo osmého roku života, ale samice mohou poprvé rodit až ve věku okolo 12 let.
Skupiny bonobů se neustále rozpadají a slučují. Kmen čítající 50 až 120 jedinců se během dne rozděluje do menších skupin o šesti až dvanácti členech, které odděleně hledají potravu. Večer se příslušníci kmene setkají, aby spolu spali. Na rozdíl od šimpanze učenlivého, o kterém se ví, že loví opice, bonobové se živí hlavně rostlinnou potravou. Ačkoli se živí také hmyzem a občas chytají malé savce, např. veverky, jejich hlavním zdrojem potravy je ovoce.

## Výskyt
Asi 10 000 bonobů žije v deštných lesích jižně od řeky Kongo v Demokratické republice Kongo ve střední Africe. Kvůli ničení jejich přirozeného prostředí a lovu jsou ohroženým druhem. Jejich lov zesílil zejména během nedávné občanské války.